# Executive Order 9066

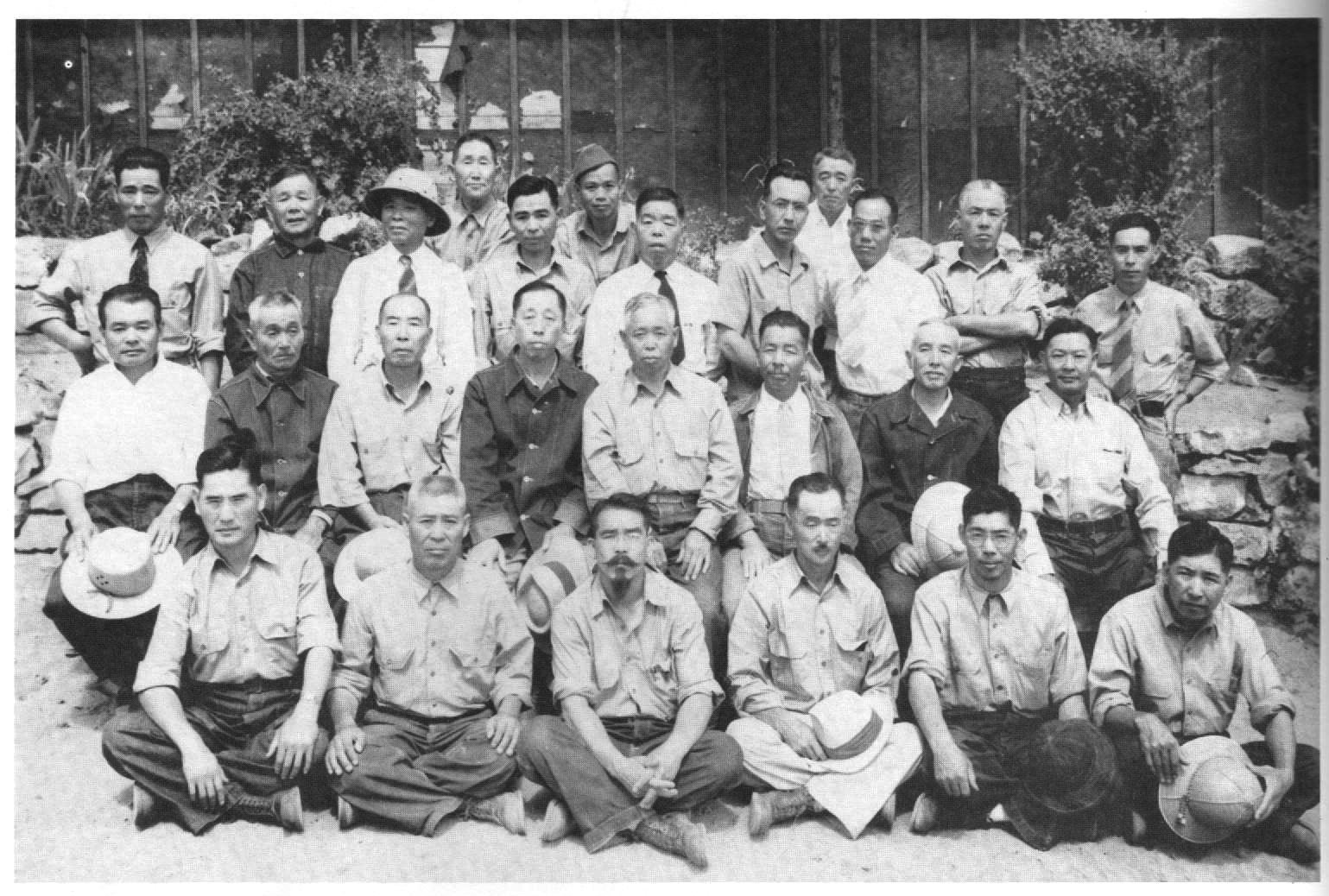
Internierte in Camp Lordsburg (New Mexico) 1942/43.

Die Executive Order 9066 (deutsch Durchführungsverordnung (Nr.) 9066) wurde am 19. Februar 1942 vom 32. US-Präsident Franklin D. Roosevelt unterzeichnet. Sie war eine Maßnahme im Rahmen des Eintrittes der Vereinigten Staaten in den Zweiten Weltkrieg als Folge des japanischen Angriffes auf Pearl Harbor vom 7. Dezember 1941. Sie bevollmächtigte den US-Kriegsminister und seine Kommandeure, „einzelne oder alle Personen von militärischen und/oder für militärisch als sicherheitsrelevanten Gebieten zu verweisen“. Obwohl in der Executive Order keine bestimmte Gruppe oder ein bestimmter Ort erwähnt wurde, führte sie zur Internierung japanischstämmiger Amerikaner an der Westküste der Vereinigten Staaten und ihrer Umsiedlung ins Landesinnere (War Relocation Centers).
Die Executive Order 9066 beschäftigte auch Gerichte. Der Oberste Gerichtshof der Vereinigten Staaten entschied  zum Beispiel in der Rechtssache Ex parte Mitsuye Endo, 323 U.S. 283, dass die War Relocation Authority nicht befugt war, „Bürger, gegen die keine Anschuldigungen wegen Illoyalität oder Subversivität vorgebracht wurden, für einen längeren Zeitraum als notwendig ist, zu inhaftieren, um die Loyalen von den Illoyalen zu trennen.“
Nach Kriegsende unterzeichnete der 33. US-Präsident Harry S. Truman den Evacuation Claims Act, der den Internierten die Möglichkeit gab, Ansprüche wegen ihres durch die Umsiedlung verlorenen Eigentums geltend zu machen. Der 38. US-Präsident Gerald Ford hob am 16. Februar 1976 schließlich die Executive Order 9066 formell auf.
1988 verabschiedete der Kongress der Vereinigten Staaten den Civil Liberties Act, in dem festgestellt wurde, dass den genannten japanisch-amerikanischen US-Bürgern und anderen in den US wohnhaften Ausländern während des Zweiten Weltkriegs „grave injustice“ („großes Unrecht“) widerfahren sei. Außerdem wurde ein Fonds eingerichtet, aus dem rund 1,6 Milliarden US-Dollar an Entschädigungen an ehemals internierte japanische Amerikaner oder deren Erben gezahlt wurden.

## Wortlaut der Executive Order 9066
| Executive Order No. 9066 The President Executive Order Authorizing the Secretary of War to Prescribe Military Areas Whereas the successful prosecution of the war requires every possible protection against espionage and against sabotage to national-defense material, national-defense premises, and national-defense utilities as defined in Section 4, Act of April 20, 1918, 40 Stat. 533, as amended by the Act of November 30, 1940, 54 Stat. 1220, and the Act of August 21, 1941, 55 Stat. 655 (U.S.C., Title 50, Sec. 104); Now, therefore, by virtue of the authority vested in me as President of the United States, and Commander in Chief of the Army and Navy, I hereby authorize and direct the Secretary of War, and the Military Commanders whom he may from time to time designate, whenever he or any designated Commander deems such action necessary or desirable, to prescribe military areas in such places and of such extent as he or the appropriate Military Commander may determine, from which any or all persons may be excluded, and with respect to which, the right of any person to enter, remain in, or leave shall be subject to whatever restrictions the Secretary of War or the appropriate Military Commander may impose in his discretion. The Secretary of War is hereby authorized to provide for residents of any such area who are excluded therefrom, such transportation, food, shelter, and other accommodations as may be necessary, in the judgment of the Secretary of War or the said Military Commander, and until other arrangements are made, to accomplish the purpose of this order. The designation of military areas in any region or locality shall supersede designations of prohibited and restricted areas by the Attorney General under the Proclamations of December 7 and 8, 1941, and shall supersede the responsibility and authority of the Attorney General under the said Proclamations in respect of such prohibited and restricted areas. I hereby further authorize and direct the Secretary of War and the said Military Commanders to take such other steps as he or the appropriate Military Commander may deem advisable to enforce compliance with the restrictions applicable to each Military area here in above authorized to be designated, including the use of Federal troops and other Federal Agencies, with authority to accept assistance of state and local agencies. I hereby further authorize and direct all Executive Departments, independent establishments and other Federal Agencies, to assist the Secretary of War or the said Military Commanders in carrying out this Executive Order, including the furnishing of medical aid, hospitalization, food, clothing, transportation, use of land, shelter, and other supplies, equipment, utilities, facilities, and services. This order shall not be construed as modifying or limiting in any way the authority heretofore granted under Executive Order No. 8972, dated December 12, 1941, nor shall it be construed as limiting or modifying the duty and responsibility of the Federal Bureau of Investigation, with respect to the investigation of alleged acts of sabotage or the duty and responsibility of the Attorney General and the Department of Justice under the Proclamations of December 7 and 8, 1941, prescribing regulations for the conduct and control of alien enemies, except as such duty and responsibility is superseded by the designation of military areas hereunder. Franklin D. Roosevelt The White House, February 19, 1942. | Executive Order Nr. 9066 Der Präsident Executive Order Zur Bevollmächtigung des Kriegsministers, Militärgelände zu bestimmen In der Erwägung, daß die erfolgreiche Durchführung des Krieges jeden möglichen Schutz gegen Spionage und gegen Sabotage an Material, Ausrüstung oder Gebäuden der Landesverteidigung erfordert, wie sie in Abschnitt 4 des Gesetzes vom 20. April 1918, 40 Stat. 533, geändert durch das Gesetz vom 30. November 1940, 54 Stat. 1220, und das Gesetz vom 21. August 1941, 55 Stat. 655 (U.S.C., Title 50, Sec. 104) definiert sind; Kraft der mir als Präsident der Vereinigten Staaten und Oberbefehlshaber des Heeres und der Marine übertragenen Befugnisse ermächtige und beauftrage ich hiermit den Kriegsminister und die von ihm zeitweise ernannten Militärbefehlshaber, wann immer er oder ein von ihm ernannter Befehlshaber eine solche Maßnahme für notwendig oder wünschenswert hält, an den von ihm oder dem zuständigen Militärbefehlshaber bestimmten Orten und in dem von ihm oder dem zuständigen Militärbefehlshaber festgelegten Umfang militärische Sperrgebiete festzulegen, von denen alle oder einzelne Personen ausgeschlossen werden können und in denen das Recht jeder Person, das Gebiet zu betreten, sich darin aufzuhalten oder es zu verlassen, den Beschränkungen unterliegt, die der Kriegsminister oder der zuständige Militärbefehlshaber nach seinem Ermessen auferlegen kann. Der Kriegsminister wird hiermit ermächtigt, den Bewohnern eines solchen Gebietes, von dem sie ausgeschlossen sind, den Transport, die Verpflegung, die Unterkunft und andere Unterbringungsmöglichkeiten zur Verfügung zu stellen, die nach dem Ermessen des Kriegsministers oder des besagten militärischen Befehlshabers notwendig sind, bis andere Vorkehrungen getroffen werden, um den Zweck dieses Befehls zu erfüllen. Die Ausweisung von Militärgebieten in einer Region oder einem Ort ersetzt die Ausweisung von Verbots- und Sperrgebieten durch den Generalstaatsanwalt gemäß den Proklamationen vom 7. und 8. Dezember 1941 und ersetzt die Verantwortung und Befugnis des Generalstaatsanwalts gemäß den genannten Proklamationen in Bezug auf solche Verbots- und Sperrgebiete. Ich ermächtige und beauftrage hiermit ferner den Kriegsminister und die genannten militärischen Befehlshaber, alle anderen Maßnahmen zu ergreifen, die er oder der entsprechende militärische Befehlshaber für notwendig erachtet, um die Einhaltung der Beschränkungen durchzusetzen, die für jedes der oben bezeichneten militärischen Gebiete gelten, einschließlich des Einsatzes von Bundestruppen und anderen Bundesbehörden, mit der Befugnis, die Unterstützung staatlicher und lokaler Behörden anzunehmen. Ich ermächtige und beauftrage hiermit ferner alle Stabsstellen, unabhängige Einrichtungen und andere Bundesbehörden, den Kriegsminister oder die genannten militärischen Befehlshaber bei der Durchführung dieses Erlasses zu unterstützen, einschließlich der Bereitstellung von medizinischer Hilfe, Krankenhausaufenthalten, Nahrungsmitteln, Kleidung, Transportmitteln, Landnutzung, Unterkünften und anderen Lieferungen, Ausrüstungen, Versorgungseinrichtungen und Dienstleistungen. Diese Anordnung ist nicht so auszulegen, dass sie in irgendeiner Weise die Befugnisse ändert oder einschränkt, die zuvor durch die Executive Order Nr. 8972 vom 12. Dezember 1941 erteilte Befugnis in keiner Weise modifiziert oder einschränkt, noch darf sie so ausgelegt werden, dass sie die Pflichten und die Verantwortung des Federal Bureau of Investigation in Bezug auf die Untersuchung angeblicher Sabotageakte oder die Pflichten und die Verantwortung des Attorney General und des Justizministeriums gemäß den Proklamationen vom 7. und 8. Dezember 1941, die Vorschriften für das Verhalten und die Kontrolle ausländischer Feinde vorschreiben, einschränkt oder modifiziert, es sei denn, diese Pflichten und diese Verantwortung werden durch die Ausweisung militärischer Gebiete im Rahmen dieses Erlasses aufgehoben. Franklin D. Roosevelt Das Weiße Haus, 19. Februar 1942. |

## Urteile des Obersten Gerichtshofes in Bezug auf die Executive Order 9066
- Hirabayashi v. United States, 320 U.S. 81. Urteil aus dem Jahr 1943: Der Gerichtshof entschied, dass die Verhängung von Ausgangssperren gegen Angehörige einer Minderheit verfassungsgemäß ist, wenn sich die Nation im Krieg mit dem Land befindet, aus dem diese Gruppe stammt.[4]
- Yasui v. United States, 320 U.S. 115. Urteil aus dem Jahr 1943: Der Gerichtshof befand, dass die Verhängung von Ausgangssperren gegen Bürger verfassungsgemäß ist.[5]
- Ex parte Mitsuye Endo, 323 U.S. 283. Urteil aus dem Jahr 1944: Die Regierung kann eine Bürgerin nicht ohne Anklage festhalten, wenn die Regierung selbst einräumt, dass sie den Vereinigten Staaten gegenüber loyal ist.[6]